# Jesaja (profeet)

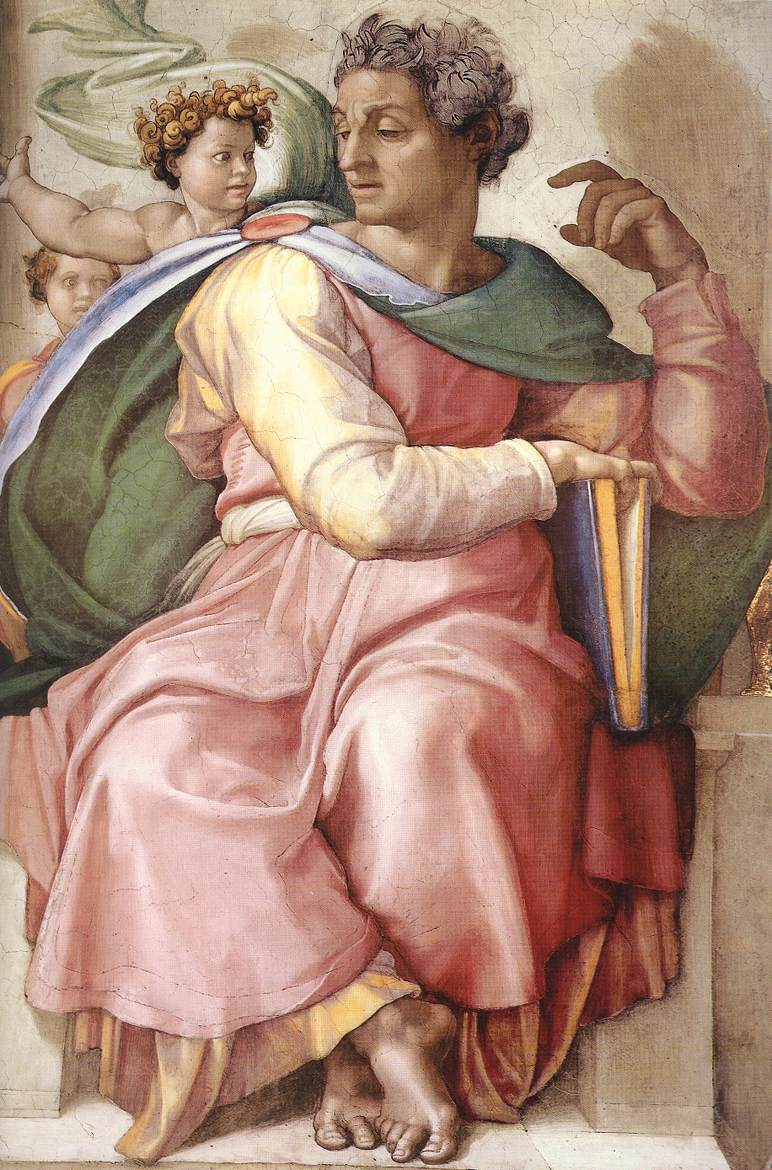
Isaiah (Jesaja) fresco in de Sixtijnse Kapel

Jesaja (Hebreeuws: יְשַׁעְיָהוּ, jəša’jāhû, "Hulp is JHWH" of "JHWH heeft geholpen"; Grieks: Ἠσαίας, Ēsaias) was een profeet uit de Hebreeuwse Bijbel. Jesaja trad op als profeet aan het hof van de koningen Uzzia, Jotam, Achaz en Hizkia van het Koninkrijk Juda (Jesaja 1:1), wat hem in de tweede helft van de 8e eeuw v.Chr. plaatst (750-700 v.Chr.).

## Leven
Jesaja was de zoon van Amos (Jesaja 1:1) en kreeg volgens Jesaja 6:1 zijn roeping als profeet in een visioen in het sterfjaar van Uzzia, dat wil zeggen volgens de Bijbelse chronologie rond 740 of 735 v.Chr. Zijn laatste uitspraken betreffen gebeurtenissen in 701 v.Chr. (o.a. Jesaja 30:1-5). Zijn lot na de belegering van Jeruzalem door de Assyriërs is onduidelijk. Volgens de traditie werd hij onder Manasse gedood door in tweeën te worden gezaagd. Dit is waarschijnlijk een legende en stierf Jesaja aan het begin van de 7e eeuw v.Chr.
Onder andere door cultische en wijsheidstradities, die waarschijnlijk de achtergrond vormen van de vroege teksten van het boek Jesaja (zoals Jesaja 28:16), kan worden aangenomen dat Jesaja opgroeide in Jeruzalem en uit de ontwikkelde bovenlaag kwam. Dit kan ook worden aangenomen op basis sommige teksten in het boek Jesaja die laten zien dat hij directe toegang tot de koning had (Jesaja 7:3; 36-39). Bovendien suggereren Jesaja 8:1,16 en Jesaja 30:8 dat Jesaja kon schrijven.
Jesaja was mogelijk getrouwd met een profetes (Jesaja 8:3) en had twee zonen die allebei een symbolische naam droegen: Maher-Salal-Chas-Baz ("haastige roof, spoedige buit" - Jesaja 8:3) en Sear-Jasub ("een rest zal terugkeren" - Jesaja 7:3).
Aangezien in het boek Jesaja - net als in de andere boeken van de profeten - alleen de verkondiging van de profeet schriftelijk wordt gegeven en daar vervolgens redactie op is gepleegd, is een reconstructie van zijn persoon problematisch, ook methodologisch. Het hoeft dan ook niet te verbazen dat onderzoekers heel verschillende afbeeldingen van de profeet Jesaja schetsen. De bandbreedte varieert van het idee dat Jesaja een profeet van verlossing was tot de precies tegenovergestelde veronderstelling dat Jesaja alleen rampspoed verkondigde. Er is op dit punt geen consensus. Wel wordt Jesaja steeds meer begrepen in analogie met de oude oosterse (reddings)profeten. Vermoedelijk komt men het dichtst bij de historische profeet als men ontwikkeling in zijn prediking aanneemt en daaraan elementen van zowel onheil als heil toeschrijft. Het toewijzen van individuele woorden van Jesaja aan specifieke fasen van zijn activiteit is moeilijk, aangezien de teksten van het boek Jesaja zelden een duidelijk historisch referentiepunt onthullen. Vermoedelijk kan de activiteit van Jesaja echter worden onderverdeeld in de volgende vijf fasen:
1. De vroege proclamatie voor de Syrisch-Efraïmitische Oorlog (740/39 of 735/34 – 734/732 v.Chr.). Met name Jesaja's maatschappijkritiek met zijn onheilsprofetie tegen Juda en Israël (bijvoorbeeld Jesaja 1; 5; 6) zou in deze periode kunnen vallen.
2. De Syrisch-Efraïmitische oorlog (734/732 v.Chr.). Gedurende deze tijd lijkt Jesaja rampspoed te hebben aangekondigd, eerst aan de coalitie van Israël en Aram, die het zuidelijke koninkrijk teisterde, maar daarna ook aan het zuidelijke koninkrijk Juda (Jesaja 7).
3. De tijd tot aan de val van het noordelijke rijk in 722 v.Chr., waarin Jesaja onder meer de ondergang van het noordelijke koninkrijk lijkt te hebben aangekondigd (Jesaja 28:1-4).
4. De periode van de Filistijnse opstanden in 711 v.Chr. Gedurende deze tijd waarschuwde Jesaja vermoedelijk tegen deelname aan de opstanden tegen Assyrië (bijvoorbeeld Jesaja 20).
5. Het beleg van Jeruzalem in (703-)701 v.Chr. Ook in deze fase van zijn prediking waarschuwde Jesaja waarschijnlijk voor deelname aan anti-Assyrische opstanden (bijvoorbeeld Jesaja 28-30).

## Het boek Jesaja
In de Bijbelwetenschap is de consensus dat het Bijbelboek Jesaja ook materiaal bevat van latere leerlingen. Er is sprake van 3 ontstaansfases en daarom wordt in de Bijbelwetenschap gesproken over de delen Proto-Jesaja (hoofdstuk 1-39), Deutero-Jesaja (hoofdstuk 40-55) en Trito-Jesaja (hoofdstuk 56-66).
Het Assyrische Rijk was in de tijd dat Jesaja profeteerde de overheersende macht in het oude Nabije Oosten en vormde door zijn agressieve veroveringstochten een voortdurende bedreiging. Jesaja hamert erop, dat Juda zijn vertrouwen moet stellen op God, en niet op bondgenootschappen met andere staten. Dat kan namelijk alleen maar tot oorlog en verwoesting leiden (Jesaja 8:6-8). Ondanks zijn uiteindelijke sombere toekomstbeeld ziet hij ook hoop voorbij de ellende: een kleine rest van het volk zal overblijven, en een hernieuwd Godsvolk vormen, onder een ideale koning uit het huis van David (Jesaja 10:20-23; Jesaja 9:1-6). Daarnaast protesteert Jesaja ook tegen allerlei godsdienstige en sociale misstanden in het Juda van zijn tijd (bijvoorbeeld Jesaja 5).